# Edmund von Wörndle

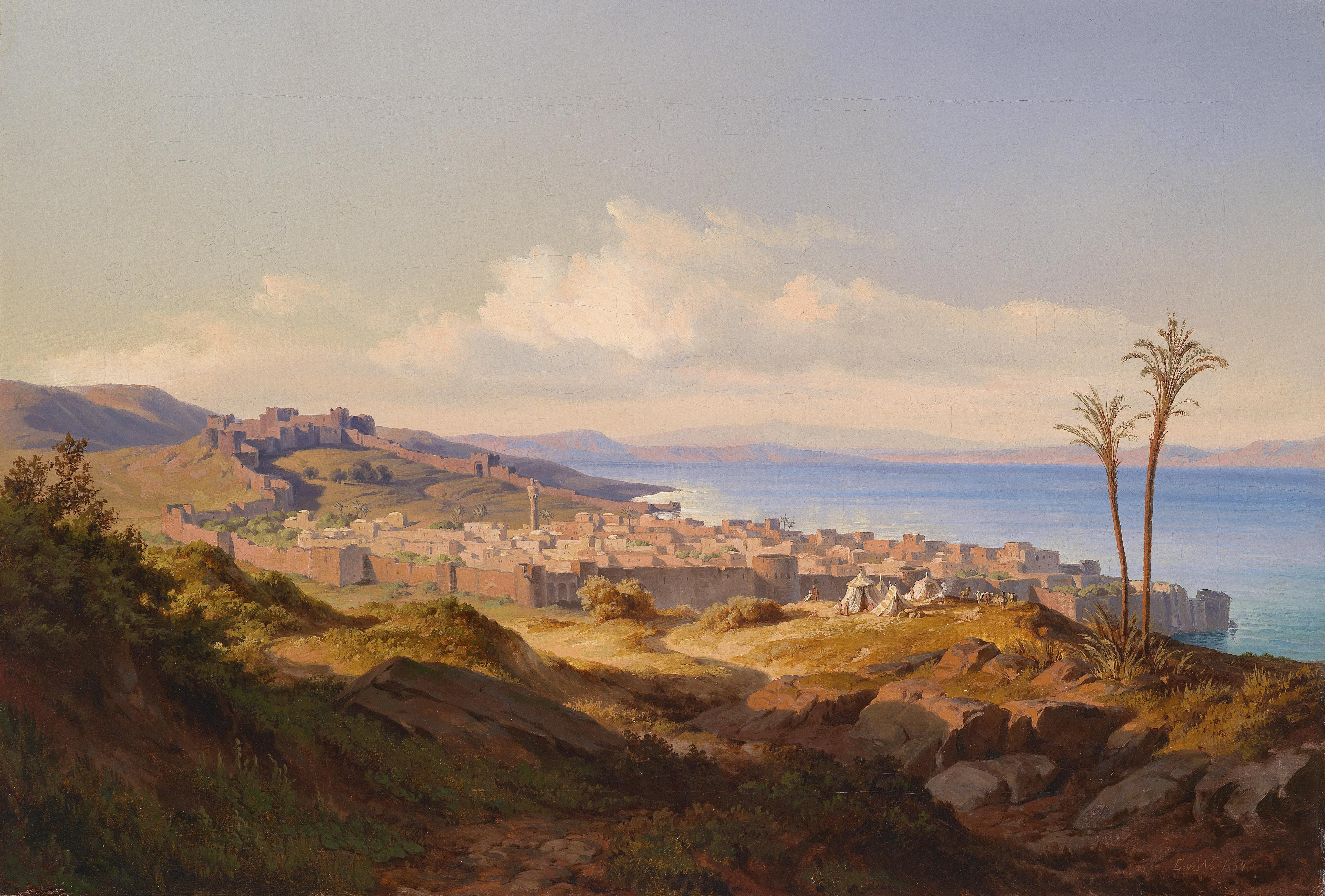
Edmund von Wörndle, Stadt und See Tiberias, 1869

Edmund von Wörndle zu Adelsfried und Weiherburg (* 28. Juli 1827 in Wien; † 3. August 1906 in Innsbruck) war ein österreichischer Landschaftsmaler. Er gilt als der letzte bedeutende Vertreter der Romantischen Malerei in Tirol.

## Leben
Sein Vater war der Wiener Hofburg-Bauverwalter Johann von Wörndle, sein Großvater der Landsturmkommandant Philipp von Wörndle (1755–1818). Sein Sohn ist der Historienmaler Wilhelm von Wörndle (1863–1927), sein Bruder der Historienmaler August von Wörndle (1829–1902).
Zusammen mit seinem Bruder besuchte er die Wiener Akademie der Bildenden Künste. Die Professoren Franz Steinfeld und Thomas Ender unterrichteten ihn in der Landschaftsmalerei. 1855 brach er mit einem österreichischen Pilgerzug nach Palästina und Syrien auf. Auf dieser Reise entstanden die Skizzen für die Palästina-Bilder. Diese Bilder wurden in Wien und in Innsbruck veröffentlicht. Von 1856 bis 1859 lebte er in der österreichischen Botschaft im Palazzo Venezia in Rom. Zu dieser Zeit erhielt er zahlreiche Aufträge aus der ganzen Welt. 1859 zog er nach Innsbruck, wo er sich im Ansitz seiner Familie niederließ. Zu dieser Zeit heiratete Wörndle Sophie von Attlmeier. Wörndle schuf von 1880 bis 1883 den Parzival-Zyklus nach Wolframs von Eschenbach Heldengedicht des 13. Jahrhunderts. In Meran wurde der Parzival-Zyklus 1882 erstmals ausgestellt. 1893 folgte ein Zyklus über Walther von der Vogelweide. Zusammen mit seinem Sohn Wilhelm schuf er 1896 elf historische Bilder über das Leben Andreas Hofers für die Herz-Jesu-Gedenkkapelle (1899) am Sandhof in St. Leonhard in Passeier. Diese elf Bilder waren sein letztes großes Werk. Wörndle gründete den Verein für Kirchenkunst und -gewerbe, in dem er bis 1905 als Vorstand tätig war.
Seine Söhne waren Heinrich von Wörndle (1861–1919), Verlagsbuchhändler und Autor, und Wilhelm von Wörndle (1863–1927), Maler.